# Машиностроение (энциклопедия)
«Машиностроение» — российская научная энциклопедия по машиностроению в 40 томах (51 книга), изданная в 1994—2016 годах издательством «Машиностроение». Главный редактор и председатель редакционного совета академик РАН К. В. Фролов.

## Описание
Энциклопедия содержит в справочном виде основы теории, методы расчёта и проектирования машин, основные сведения о материалах и технологических процессах. В ней обобщены передовой опыт и современное состояние научно-технического прогресса в различных отраслях промышленного комплекса с учётом сложившихся мировых тенденций. Первые 17 томов вышли к 2001 году.
Принцип расположения статей в энциклопедии тематический. Материал каждого тома разбит на общие разделы, состоящие из глав. Издание предназначено для специалистов конструкторских бюро и предприятий, занимающихся разработкой новой техники, специалистов, эксплуатирующих описанное оборудование, а также для студентов, аспирантов и научных работников в области машиностроения.
Энциклопедия подготовлена коллективом учёных Российской академии наук, специалистов в области машиностроения.
В состав редакционного совета и редакций томов входят учёные: К. В. Фролов (председатель редакционного совета), К. С. Колесников (ответственный редактор, заместитель председателя редсовета и главного редактора), Н. А. Анфимов, П. Н. Белянин, Г. С. Бюшгенс, Ю. С. Васильев, И. А. Глебов, Е. Т. Долбенко, М. П. Кирпичников, В. П. Легостаев, Ф. М. Митенков, Г. В. Новожилов, В. Е. Панин, Б. Е. Патон, Г. Г. Чёрный и др.

## Список томов
- Машиностроение. Энциклопедия. В 40 тт. Пред. ред. сов. К. В. Фролов. — М.: «Машиностроение»:

- Раздел I «Инженерные методы расчётов»:

- Т. I-1. Математика. Ред.-сост. У. Г. Пирумов, В. С. Зарубин. Отв. ред. К. С. Колесников. — 2003. — 992 с. — ISBN 5-217-01951-4.
- Т. I-2. Теоретическая механика. Термодинамика. Теплообмен. Ред.-сост. К. С. Колесников, А. И. Леонтьев. Отв. ред. К. С. Колесников. — 1999. — 600 с. — ISBN 5-217-02912-9.
- Т. I-3. Динамика и прочность машин. Теория механизмов и машин. Кн. 1. Ред.-сост., отв. ред. К. С. Колесников. — 1994. — 534 с. — ISBN 5-217-01952-2.
- Т. I-3. Динамика и прочность машин. Теория механизмов и машин. Кн. 2. Ред.-сост., отв. ред. К. С. Колесников. — 1995. — 620 с. — ISBN 5-217-01952-2.
- Т. I-4. Автоматическое управление. Теория. Ред.-сост. Е. А. Федосов. Отв. ред. К. С. Колесников, Г. Г. Себряков. — 2000. — 688 с. — ISBN 5-217-02817-3.
- Т. I-5. Стандартизация и сертификация в машиностроении. Ред.-сост. Г. П. Воронин. Отв. ред. К. В. Фролов. — 2000. — 672 с. — ISBN 5-217-03056-9.

- Раздел II «Материалы в машиностроении»:

- Т. II-1. Физико-механические свойства. Испытания металлических материалов. Под общ. ред. Е. И. Мамаевой. — 2010. — 852 с. — ISBN 978-5-217-03469-7, 978-5-94275-535-5.
- Т. II-2. Стали. Чугуны. Ред.-сост. О. А. Банных, Н. Н. Александров. Отв. ред. Е. Т. Долбенко. — 2000. — 780 с. — ISBN 5-217-02816-5.
- Т. II-3. Цветные металлы и сплавы. Композиционные металлические материалы. Ред.-сост. И. Н. Фридляндер. Отв. ред. Е. Т. Долбенко. — 2001. — 879 с. — ISBN 5-217-01949-2.
- Т. II-4. Неметаллические конструкционные материалы. Ред.-сост. А. А. Кульков. Отв. ред. В. В. Васильев. — 2005. — 464 с. — ISBN 5-217-03256-1.

- Раздел 3 «Технология производства машин»:

- Т. III-1. Технологическая подготовка производства. Проектирование и обеспечение деятельности предприятия. Ред.-сост. А. В. Мухин. Отв. ред. П. Н. Белянин. — 2005. — 576 с. — ISBN 5-217-03287-1.
- Т. III-2. Технология заготовительных производств. Ред.-сост. В. Ф. Мануйлов. Отв. ред. П. Н. Белянин. — 1996. — 736 с. — ISBN 5-217-02420-8.
- Т. III-3. Технология изготовления деталей машин. Ред.-сост. А. Г. Суслов. Отв. ред. П. Н. Белянин. — 2000. — 839 с. — ISBN 5-217-01958-1.
- Т. III-4. Технология сварки, пайки и резки. Ред.-сост. Б. Е. Патон. Отв. ред. П. Н. Белянин. — 2006. — 767 с. — ISBN 5-217-02421-6.
- Т. III-5. Технология сборки в машиностроении. Ред.-сост. Ю. М. Соломенцев. Отв. ред. П. Н. Белянин. — 2001. — 640 с. — ISBN 5-217-01959-X.
- Т. III-6. Технология производства изделий из композиционных материалов, пластмасс, стекла и керамики. Ред.-сост. В. С. Боголюбов. Отв. ред. П. Н. Белянин. — 2006. — 576 с. — ISBN 5-217-03017-8.
- Т. III-7. Измерения, контроль, испытания и диагностика. Ред.-сост. В. В. Клюев. Отв. ред. П. Н. Белянин. — 1996. — 459 с. — ISBN 5-217-02845-9.
- Т. III-8. Технологии, оборудование и системы управления в электронном машиностроении. Ред.-сост. Ю. В. Панфилов. Отв. ред. П. Н. Белянин. — 2000. — 743 с. — ISBN 5-217-02825-4.

- Раздел 4 «Расчёт и конструирование машин»:

- Т. IV-1. Детали машин. Конструкционная прочность. Трение, износ, смазка. Ред.-сост. Д. Н. Решетов. Отв. ред. К. С. Колесников. — 1995. — 863 с. — ISBN 5-217-01953-0.
- Т. IV-2. Электропривод. Гидро- и виброприводы. Кн. 1. Электропривод. Ред.-сост. Л. Б. Масандилов, Д. Н. Попов, В. К. Асташев. Отв. ред. В. К. Асташев. Под общ. ред. Л. Б. Масандилова. — 2012. — 520 с. — ISBN 978-5-94275-585-0.
- Т. IV-2. Электропривод. Гидро- и виброприводы. Кн. 2. Гидро- и виброприводы. Ред.-сост. Л. Б. Масандилов, Д. Н. Попов, В. К. Асташев. Отв. ред. К. С. Колесников. Под общ. ред. Д. Н. Попова, В. К. Асташева. — 2012. — 304 с. — ISBN 978-5-94275-590-4.
- Т. IV-3. Надёжность машин. Ред.-сост. В. В. Клюев, А. П. Гусенков. Отв. ред. К. С. Колесников. — 1998. — 592 с. — ISBN 5-217-02884-X.
- Т. IV-4. Машины и оборудование кузнечно-штамповочного и литейного производства. Ред.-сост. Ю. А. Бочаров, И. В. Матвеенко. Отв. ред. И. Н. Жесткова. — 2005. — 926 с. — ISBN 5-217-02416-X.
- Т. IV-5. Машины и агрегаты металлургического производства. Ред.-сост. В. М. Синицкий, Н. В. Пасечник. Отв. ред. В. М. Синицкий. — 2000. — 912 с. — ISBN 5-217-02418-6.
- Т. IV-6. Оборудование для сварки. Ред.-сост., отв. ред. Б. Е. Патон. — 1999. — 495 с. — ISBN 5-217-02419-4.
- Т. IV-7. Металлорежущие станки и деревообрабатывающее оборудование. Ред.-сост. Б. И. Черпаков. Отв. ред. П. Н. Белянин. — 1999. — 863 с. — ISBN 5-217-02908-0.
- Т. IV-8. Подъёмно-транспортные машины. Под ред. М. П. Александрова.
- Т. IV-9. Строительные, дорожные и коммунальные машины. Оборудование для производства строительных материалов. Ред.-сост. И. П. Ксеневич. Отв. ред. К. С. Колесников. — 2005. — 736 с. — ISBN 5-217-03279-0.
- Т. IV-10. Теплообменные аппараты технологических подсистем турбоустановок. Под общ. ред. Ю. М. Бродова, О. О. Мильмана, В. Е. Михайлова и др. — 2016. — 472 с. — ISBN 978-5-9907638-5-2.
- Т. IV-11. Вакуумные и компрессорные машины. Машины и аппараты холодильной и криогенной техники. Под ред. ред. A. M. Архарова.
- Т. IV-12. Машины и аппараты химических и нефтехимических производств. Ред.-сост. М. Б. Генералов. Отв. ред. А. С. Тимонин. — 2004. — 829 с. — ISBN 5-217-03214-6.
- Т. IV-13. Машины и агрегаты текстильной и лёгкой промышленности. Ред.-сост. И. А. Мартынов. Отв. ред. К. В. Фролов. — 1997. — 608 с. — ISBN 5-217-02866-1.
- Т. IV-14. Двигатели внутреннего сгорания. Ред.-сост. Н. А. Иващенко, А. А. Александров. Отв. ред. К. С. Колесников. — 2013. — 784 с. — ISBN 978-5-94275-623-9.
- Т. IV-15. Колёсные и гусеничные машины. Ред.-сост. В. Ф. Платонов. Отв. ред. К. С. Колесников. — 1997. — 687 с. — ISBN 5-217-01956-5.
- Т. IV-16. Сельскохозяйственные машины и оборудование. Ред.-сост. И. П. Ксеневич. Отв. ред. М. М. Фирсов. — 1998. — 719 с. — ISBN 5-217-02895-5.
- Т. IV-17. Машины и оборудование пищевой и перерабатывающей промышленности. Ред.-сост. С. А. Мачихин. Отв. ред. А. П. Бессонов. — 2003. — 736 с. — ISBN 5-217-03181-6.
- Т. IV-18. Котельные установки. Ред.-сост. Ю. С. Васильев, Г. П. Поршнев. Отв. ред. К. С. Колесников. — 2009. — 400 с. — ISBN 978-5-217-03417-8.
- Т. IV-19. Турбинные установки. Ред.-сост. Ю. К. Петреня, В. Е. Михайлов, Г. П. Поршнев. Отв. ред. К. С. Колесников. — 2015. — 1030 с. — ISBN 978-5-94275-696-3.
- Т. IV-20. Корабли и суда. Кн. 1. Общая методология и теория кораблестроения. Ред.-сост. В. Т. Томашевский. Отв. ред. В. М. Пашин. — 2003. — 744 с. — ISBN 5-7325-0616-0.
- Т. IV-20. Корабли и суда. Кн. 2. Проектирование и строительство кораблей, судов и средств океанотехники. Ред.-сост. В. Т. Томашевский. Отв. ред. В. М. Пашин. — 2004. — 882 с. — ISBN 5-7325-0616-0.
- Т. IV-20. Гидравлические машины, агрегаты и установки. Ред.-сост. Ю. С. Васильев, В. А. Умов, Ю. М. Исаев и др. Под ред. Ю. С. Васильева. — 2015. — 584 с. — ISBN 978-5-94275-795-3.
- Т. IV-21. Самолеты и вертолеты. Кн. 1. Аэродинамика, динамика полета и прочность. Ред.-сост. Г. С. Бюшгенс. Отв. ред. К. С. Колесников. — 2002. — 800 с. — ISBN 5-217-03120-4.
- Т. IV-21. Самолеты и вертолеты. Кн. 2. Проектирование, конструкции и системы самолетов и вертолетов. Ред.-сост. А. М. Матвеенко. Отв. ред. К. С. Колесников. — 2004. — 752 с. — ISBN 5-217-03121-2.
- Т. IV-21. Самолеты и вертолеты. Кн. 3. Авиационные двигатели. Ред.-сост. В. А. Скибин, Ю. М. Темис, В. А. Сосунов. Под ред. В. А. Скибина, Ю. М. Темиса, В. А. Сосунова. — 2010. — 720 с. — ISBN 978-5-217-03482-6.
- Т. IV-22. Ракетно-космическая техника. Кн. 1. Под ред. В. П. Легостаева. — 2012. — 925 с. — ISBN 978-5-94275-589-8.
- Т. IV-22. Ракетно-космическая техника. Кн. 2, ч. I. Под ред. В. П. Легостаева. — 2014. — 562 с. — ISBN 978-5-9475-621-5.
- Т. IV-22. Ракетно-космическая техника. Кн. 2, ч. II. Под ред. В. П. Легостаева. — 2014. — 548 с. — ISBN 978-5-94275-621-5.
- Т. IV-23. Подвижной состав железных дорог. Ред.-сост. Б. А. Левин, П. С. Анисимов. Отв. ред. К. С. Колесников. — 2008. — 656 с. — ISBN 978-5-217-03384-3.
- Т. IV-24. Горные машины. Ред.-сост. Ю. А. Лагунова. Отв. ред. В. К. Асташев. — 2011. — 496 с. — ISBN 978-5-94275-567-6.
- Т. IV-25. Машиностроение ядерной техники. Кн. 1. Ред.-сост. В. И. Солонин. Отв. ред. К. С. Колесников. — 2005. — 960 с. — ISBN 5-217-02644-8.
- Т. IV-25. Машиностроение ядерной техники. Кн. 2. Ред.-сост. В. И. Солонин. Отв. ред. К. С. Колесников. — 2005. — 944 с. — ISBN 5-217-02644-8.